# The Devil's Bondwoman
The Devil's Bondwoman er en amerikansk stumfilm fra 1916 af Lloyd B. Carleton.

## Medvirkende
- Dorothy Davenport som Beverly Hope.
- Emory Johnson som Mason Van Horton.
- Richard Morris som Vandloup.
- Adele Farrington som Doria Manners.
- William Canfield som John Manners.